# Taffy (série télévisée d'animation)
Taffy est une série animée française diffusée sur la chaîne Boomerang créée par Pierre Sissmann et Mike de Seve, réalisée par Ahmed Guerrouache et produit par Cyber Group Studios. Elle contient 78 épisodes de 7 minutes. 
En France, la saison 1 est diffusée pour la première fois sur Boomerang le 13 janvier 2019 et rediffusé depuis février 2020 sur France 4. Depuis mai 2021, la série est diffusée sur France 3.
La saison 2 est diffusée le 23 mai 2022 sur Boomerang et rediffusée depuis le 10 novembre 2022 sur Gulli.

## Synopsis
Bentley est un fidèle chien de garde. Lorsque la milliardaire Madame Millesous, sa maîtresse, adopte Taffy, un sournois raton laveur qui se fait passer pour un chat domestique, Bentley tente de révéler la véritable nature de Taffy qui n’arrête pas de le piéger et de le rendre coupable de tous ses larcins.

## Distribution
- Emmanuel Garijo : Taffy
- Xavier Fagnon : Bentley
- Fily Keita : Mme Millesous
- Marc Pérez, Marie Zidi, Magali Rosenzweig : voix additionnelles